# Neuer Jüdischer Friedhof (Vreden)
Der Neue Jüdische Friedhof in Vreden, einer Stadt im Kreis Borken im Nordwesten von Nordrhein-Westfalen, ist ein geschütztes Kulturdenkmal.
Auf dem Friedhof Berkelaue/südlich der Zwillbrocker Straße, der von 1928 bis 1958 belegt wurde, befinden sich 7 Grabsteine.